# Cerkiew Narodzenia Najświętszej Maryi Panny w Mielniku
Cerkiew Narodzenia Przenajświętszej Bogurodzicy – prawosławna cerkiew parafialna w Mielniku. Należy do dekanatu Siemiatycze diecezji warszawsko-bielskiej Polskiego Autokefalicznego Kościoła Prawosławnego.
Pierwsze pisemne informacje o istnieniu w Mielniku prawosławnej cerkwi pochodzą z 1260, następnie zaś z 1551. W XVII w. parafia mielnicka przyjęła unię. W 1614 i w 1656 świątynia ulegała zniszczeniu wskutek pożaru, po czym była odbudowywana. Pierwszą murowaną świątynię w miejscowości zbudowano w latach 1821–1823 w stylu klasycystycznym. Podobnie jak wszystkie cerkwie unickie na Podlasiu, obiekt posiadał silnie zlatynizowane wyposażenie, z organami, amboną i ołtarzami bocznymi, jako jedna z nielicznych świątyń w regionie zachował natomiast ikonostas. Większość łacińskich elementów wyposażenia została usunięte ze świątyni w latach 1835–1838, podczas akcji delatynizacji unickich obrzędów przygotowującej konwersję całej unickiej diecezji litewskiej na prawosławie. Sposób i zakres dokonywania zmian we wnętrzu cerkwi stał się przyczyną sporu między duchowieństwem a naczelnikiem powiatu Miedwiediewem, który nalegał, by unickie świątynie natychmiast przebudowywać w stylu typowym dla architektury rosyjskiej. Konsystorz diecezji litewskiej pod kierunkiem biskupa Józefa Siemaszki opowiedział się wówczas za zmianami stopniowymi i zgodził się, by niektóre – uznane za drugorzędne – elementy wyposażenia typowe dla katolicyzmu pozostały w cerkwi mielnickiej i w innych świątyniach.
Cerkiew w Mielniku przeszła na własność Rosyjskiego Kościoła Prawosławnego na mocy postanowień synodu połockiego w 1839. Na początku XX wieku obiekt został gruntownie przebudowany w stylu bizantyjsko-rosyjskim. Dobudowano wtedy do niego przedsionek z dzwonnicą i pięć cebulastych kopuł. W tym samym okresie wymieniono ikonostas.
Cerkiew w Mielniku jest ośrodkiem lokalnego kultu ikony Matki Bożej Oranty z przełomu XVIII i XIX w. Na plebanii w miejscowości przechowywane są również inne zabytkowe unickie obrazy z tego samego okresu.  
Cerkiew mieści się przy ulicy Brzeskiej 93, na naturalnym wzniesieniu.

## Historia

### Pierwsze cerkwie w Mielniku
Pierwsza wzmianka o istnieniu prawosławnej świątyni w Mielniku wskazuje, iż w 1260 w miejscowości znajdowała się cerkiew ze szczególnie czczoną ikoną Matki Bożej, przed którą modlił się brat Daniela Halickiego Wasylko, udając się na wyprawę przeciwko Jaćwieży. Była to najprawdopodobniej cerkiew grodowa, a czas powstania parafii prawosławnej w Mielniku jest niemożliwy do ustalenia z braku dokumentów. Legendarne przekazy datują powstanie cerkwi w Mielniku nawet na wiek XI.
Kolejna wzmianka o świątyniach pochodzi dopiero z 1551 i wskazuje istnienie w Mielniku dwóch cerkwi, z czego jedna znajdowała się na miejscu współcześnie istniejącej. Była to świątynia drewniana. Przetrwała do 1614, gdy zniszczył ją całkowicie pożar. Budynek sakralny został odbudowany i pozostawał w rękach prawosławnych (w eparchii włodzimiersko-brzeskiej) jeszcze po zawarciu unii brzeskiej, której miejscowi wierni się sprzeciwili. Unici przejęli mielnicką cerkiew najpóźniej w 1646. Dziesięć lat później budowla ponownie spłonęła, po czym została odbudowana.
Protokół wizytacji parafii Narodzenia Najświętszej Maryi Panny z lat 1726–1727 wskazuje, iż w świątyni znajdował się czterorzędowy ikonostas. Najwcześniej w trzeciej dekadzie XVIII w. w cerkwi pojawiły się organy oraz ambona.
Unickie parafie w Mielniku jurysdykcyjnie podlegały diecezji włodzimiersko-brzeskiej, należały do dekanatu drohiczyńskiego. W 1797 razem z całym dekanatem znalazły się w diecezji supraskiej. Po jej zniesieniu w 1807 ponownie włączono je do diecezji włodzimiersko-brzeskiej, a w 1828, w ramach reorganizacji podziału terytorialnego Kościoła unickiego w Imperium Rosyjskim – do diecezji litewskiej.

### Cerkiew z XIX w.

#### Cerkiew unicka
W latach 1821–1823 na miejscu drewnianej świątyni wzniesiona została klasycystyczna cerkiew murowana. Obiekt zbudowano z polnych kamieni i cegły. Budowę sfinansowano z oszczędności własnych parafii oraz z darów miejscowych wiernych Świątynia nosiła wezwanie Narodzenia Matki Bożej. W kolejnych latach w dokumentach cerkiewnych przewija się także wezwanie Zmartwychwstania Pańskiego.
Wyposażenie unickiej cerkwi w Mielniku było w znacznym stopniu zlatynizowane. Równocześnie cerkiew była jednym z pięciu unickich obiektów sakralnych w regionie, gdzie po synodzie zamojskim (lub w kolejnych dziesięcioleciach) nie zdemontowano ikonostasu. Na początku 1836 w cerkwi nie było natomiast typowych dla obrządku bizantyjskiego ksiąg liturgicznych, stołu ofiarnego i ołtarza oraz naczyń liturgicznych.  Wymienione elementy wyposażenia zostały umieszczone w świątyni w czasie akcji delatynizacji unickiego obrządku na Podlasiu, przygotowującej konwersję unitów diecezji litewskiej na prawosławie. Jeszcze w tym samym 1836 dziekan drohiczyński informował konsystorz diecezjalny, że w cerkwi znajdował się już komplet utensyliów liturgicznych niezbędnych dla odprawiania nabożeństw prawosławnych. W 1838 unicki ikonostas został zastąpiony nowym; fundusze na ten cel przekazało państwo rosyjskie. W maju tego roku dziekan bielski Kostycewicz oraz przedstawiciel władz świeckich, naczelnik ziemski Miedwiediew dokonali w świątyni wizytacji, wskazując, iż w obiekcie nadal przechowywano szereg typowo unickich elementów wyposażenia, wielu zaś sprzętów prawosławnych brakowało. Wbrew wcześniejszym deklaracjom miejscowego duchowieństwa w świątyni pozostały organy (demontowane w całej diecezji w latach 1835–1836), chociaż nie były już użytkowane. Negatywnie wygląd świątyni oceniał zwłaszcza Miedwiediew, który w czasie wizytacji domagał się natychmiastowego wyrzucenia z budynku dzwonu-sygnaturki, balasów, konfesjonału, ambony, łojowych lamp oraz kryłosu. Żądał również, by przenieść na środek świątyni boczne ołtarze z obrazami św. Mikołaja i Opieki Matki Bożej. Jego opinia stała się przyczyną konfliktu z proboszczem mielnickim Florianem Zienkiewiczem, który pragnął zachować wymienione elementy. Powoływał się na postępowanie biskupa litewskiego Józefa Siemaszki, który podczas wizytacji w unickich cerkwiach nie nalegał na rezygnację akurat z tych elementów wyposażenia (zaś w kwestii ambony w Mielniku wydał wyjątkową zgodę na jej pozostawienie). Przypominał także, że władze diecezjalne znały wygląd świątyni i akceptowały go. Poparł go w tej sprawie dziekan, prosząc konsystorz o wydanie opinii w sprawie mielnickiej cerkwi, jak również o wyraźne sprecyzowanie, które elementy pochodzenia łacińskiego były w cerkwiach dopuszczalne, a które należało eliminować.
W związku ze sporem wokół wyglądu cerkwi w Mielniku dziekan drohiczyński odbył 12 marca 1838 rozmowę z Miedwiediewem, by przekonać go do stopniowego, a nie natychmiastowego adaptowania świątyń unickich do wymogów liturgii prawosławnej. Naczelnik ziemski zarzucał Kostycewiczowi tolerowanie naleciałości łacińskich we wszystkich parafiach w dekanacie. W kwietniu 1838 konsystorz postanowił zainteresować sprawą naczelnika obwodu białostockiego Gunaropułłę, by ten skłonił Miedwiediewa do zaprzestania ingerencji w działania duchowieństwa. Pismo do naczelnika wystosował także biskup pomocniczy diecezji litewskiej Antoni Zubko. Prośba konsystorza została spełniona. Udzielając naczelnikowi wyjaśnień, Miedwiediew zarzucił duchowieństwu mielnickiemu ignorowanie zaleceń władz duchownych w zakresie delatynizacji obrządku. Twierdził także, że wszystkie świątynie unickie na Podlasiu powinny natychmiast zostać przebudowane w stylu typowych dla rosyjskiej architektury sakralnej.
O sytuacji w Mielniku konsystorz litewski dyskutował na odrębnym posiedzeniu. Ustalono na nim dokładne wytyczne w sprawie wyjątkowego pozostawiania w świątyniach obcych prawosławnej tradycji elementów. W czerwcu 1838 proboszcz mielnickiej parafii informował, że bez dalszych dotacji nie będzie w stanie zakupić brakujących elementów wyposażenia. W sierpniu tego samego roku otrzymał od skarbu państwa kolejną dopłatę w wysokości 448 rubli 92 kopiejki, z zastrzeżeniem, iż część tej kwoty miała zostać następnie zwrócona przez ziemian, których poddani chłopi uczęszczali do opisywanej cerkwi. Ostatecznie wymienioną kwotę przekazano duchowieństwu mielnickiemu dopiero w październiku roku następnego.
Cerkiew w Mielniku była ostatnią świątynią na Podlasiu, w której zakończono delatynizację obrządku. Po jej zakończeniu proboszcz mielnickiej parafii początkowo nie chciał złożyć deklaracji gotowości przejścia na prawosławie, a w lipcu 1838 był jednym z 21 duchownych, którzy prosili oberprokuratora Świętego Synodu Rządzącego o zgodę na pozostanie przy wyznaniu unickim zarówno dla siebie, jak i dla wiernych. Ostatecznie jednak podpisał stosowne oświadczenie w drugiej połowie 1838.
W 1838 do świątyni uczęszczało 1300 wiernych.

#### Cerkiew prawosławna

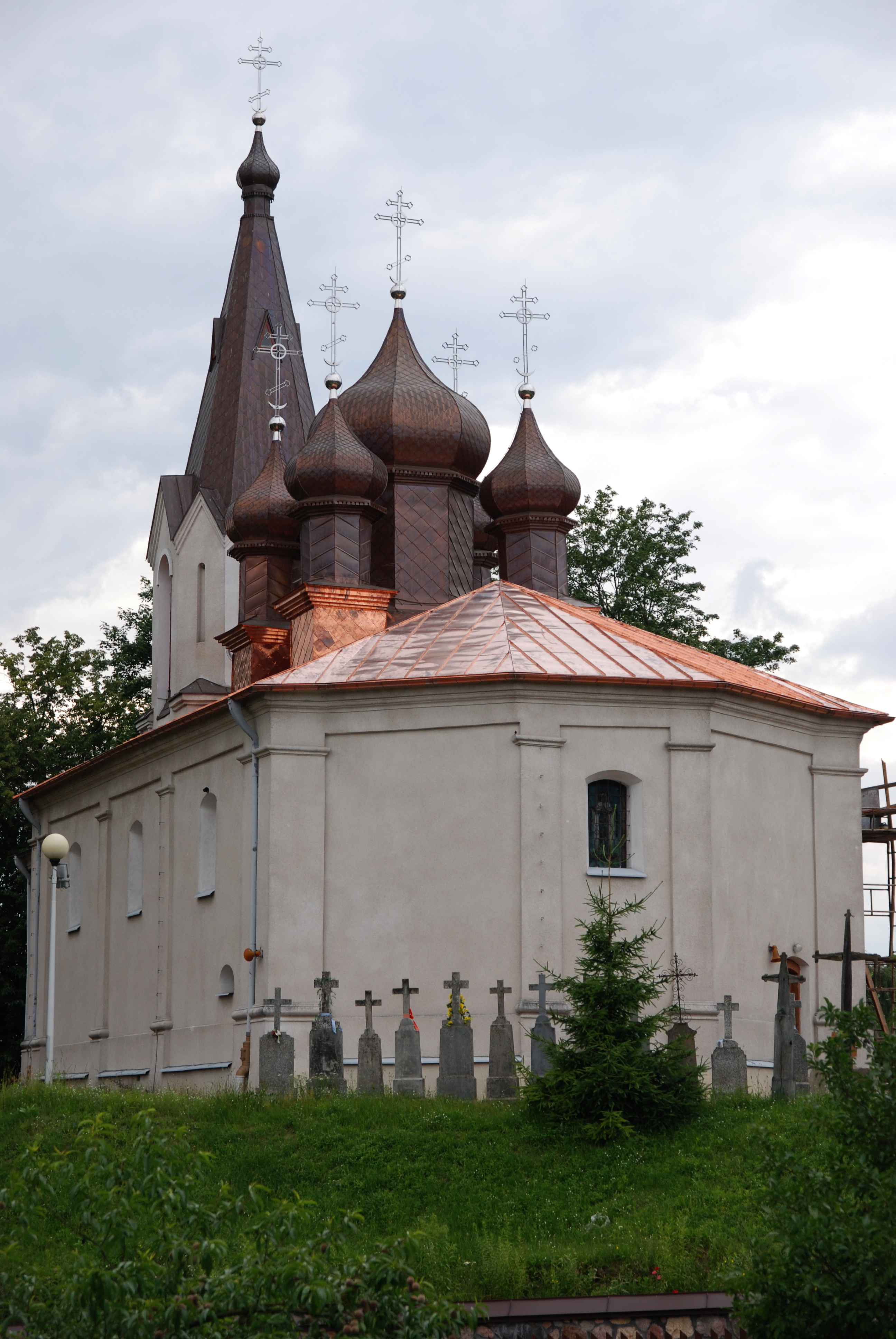
Cerkiew od strony prezbiterium

W 1839, na mocy postanowień synodu połockiego, mielnicka parafia przeszła do Rosyjskiego Kościoła Prawosławnego.
W latach 1907–1910 budynek gruntownie przebudowano w urzędowym stylu bizantyjsko-rosyjskim. Dostawiono do niego przedsionek z położoną nad nim dzwonnicą oraz pięć kopuł (tzw. piatigławie).
W 1985 cerkiew została wyremontowana. W czasie prac obiekt otynkowano, co doprowadziło do całkowitego przekształcenia jego pierwotnego wyglądu (kamienna elewacja o ramowych podziałach tynkowych, z lizenami).
We wrześniu 2015 świątynia (po raz pierwszy w historii) otrzymała relikwie świętych prawosławnych – męczenników wileńskich Antoniego, Jana i Eustachego, podarowane przez monaster Świętego Ducha w Wilnie.
Cerkiew została wpisana do rejestru zabytków 17 kwietnia 1985 pod nr 598.

## Architektura

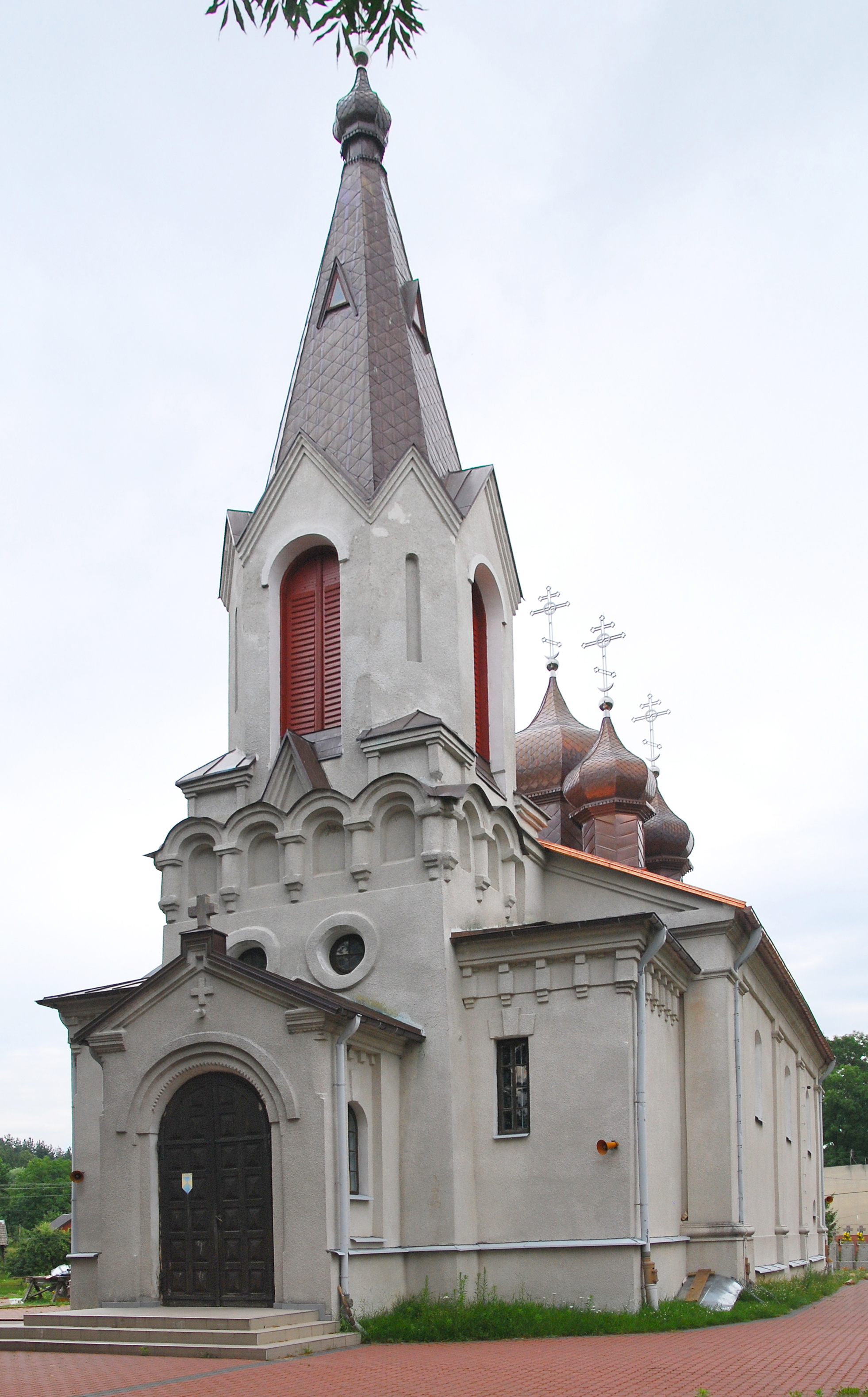
Cerkiew od frontu

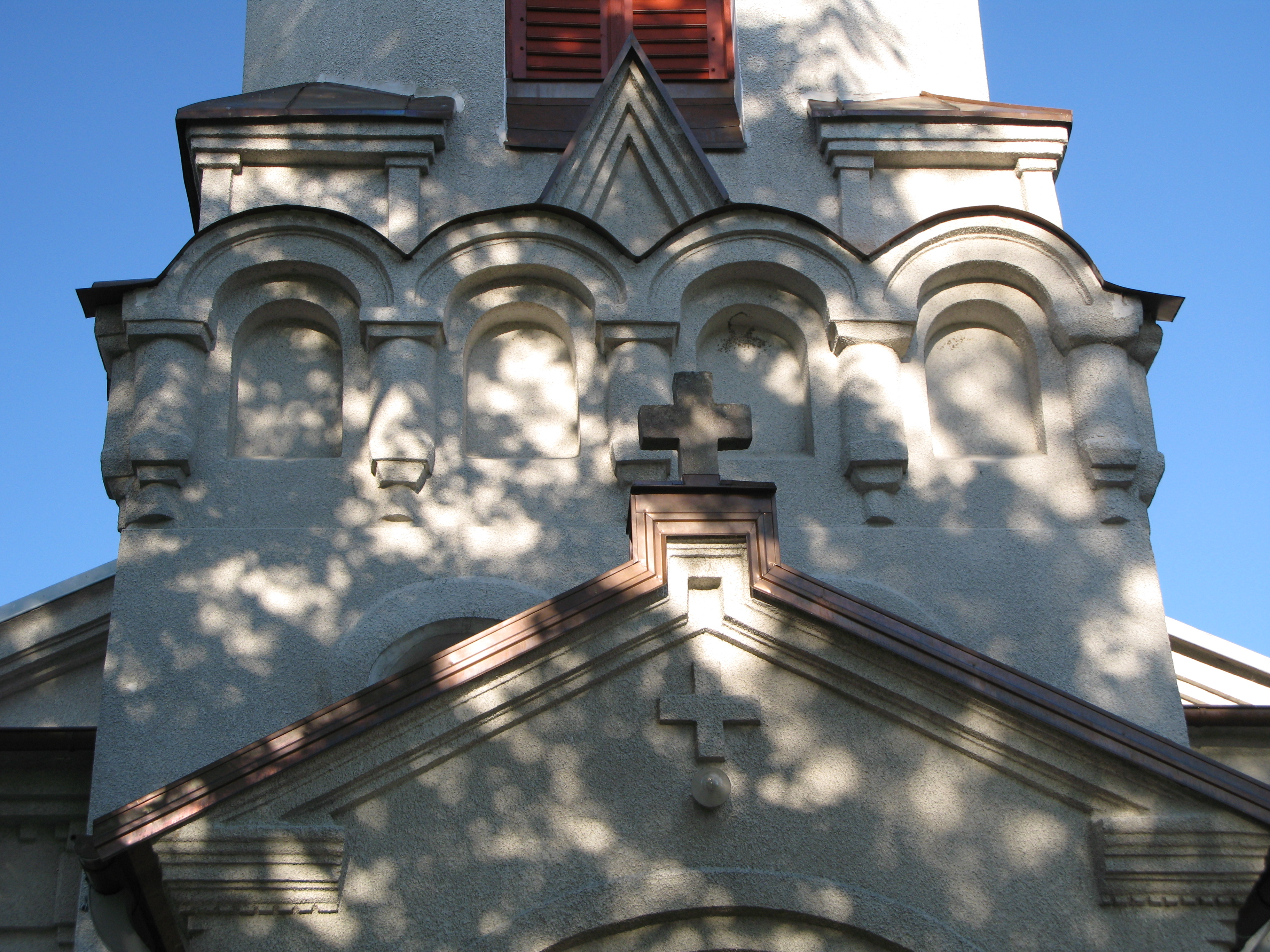
Ozdobne detale elewacji cerkiewnej

### Bryła budynku
Cerkiew w Mielniku zbudowana jest na planie prostokąta. Jest to budowla murowana, o trójprzęsłowym korpusie, orientowana. Przedsionek cerkiewny jest niższy i węższy od naw, nad nim położona jest wieża-dzwonnica. Przedsionek od nawy oddziela trójłuczne przejście arkadowe; nad nim położony jest wysunięty ponad nawę drewniany balkon przeznaczony dla chóru. Okna świątyni są rozglifione i zamknięte odcinkowo. W przedsionku mają kształt prostokątny, jedynie w zachodniej elewacji wieży wybito dwa okna koliste. Fasady korpusu budynku podzielono pilastrami, w przypadku przęsła ołtarzowego – zdwojonymi. Pilastry wieńczy belkowanie, w przedsionku także kostkowy fryz. Elewacja główna cerkwi jest trzyosiowa, symetryczna, z umieszczoną centralnie dzwonnicą na planie kwadratu, w górnych partiach ośmioboczną. Dzwonnicę dekorują trójkątne niewielkie szczyty oraz podwieszony fryz arkadowy. Na osi fasady zachodniej znajduje się również kruchta z uskokowym półkolistym portalem. Wieżę wieńczy ośmioboczny, ostrosłupowy dach wieżowy. Dachy cerkwi kryte są blachą. Nad kruchtą i korpusem znajdują się dachy dwuspadowe, w pozostałych częściach budynku – płaskie. Pomieszczenie ołtarzowe mielnickiej cerkwi nie jest wyodrębnione w bryle budynku, zamknięte zostało trójbocznie. W 2017 r. zakończono remont elewacji, zmieniając jej kolor na niebieski.

### Wnętrze
Wnętrze świątyni dzielą na nawy rzędy drewnianych kolumn toskańskich. W nawach bocznych znajduje się strop płaski, zaś w głównej – pozorne sklepienie kolebkowe. Ikonostas w cerkwi powstał na początku XX wieku i reprezentuje styl eklektyczny z przewagą elementów neorenesansowych. W podobnym stylu wykonano cztery ozdobne kioty z tego samego okresu. W cerkwi znajdują się również dwie starsze ikony: wizerunek maryjny w typie Hodigitria z XVIII w., gruntownie przemalowany na pocz. XX stulecia. Ikona ta reprezentuje styl barokowy z ornamentami rokokowymi na płaszczu Maryi.
Inne zabytkowe elementy wyposażenia cerkwi, powstałe w okresie przynależności miejscowej parafii do Kościoła unickiego, to osiemnastowieczna barokowa puszka zwieńczona krzyżem z pasyjką, kociołek na wodę święconą z lat 1820–1830 oraz dwie posrebrzane wieczne lampy z ok. 1830.
Z wyposażenia starszych cerkwi w Mielniku zachowały się XVIII-wieczne ikony Apostołów, pierwotnie stanowiące jeden z rzędów ikonostasu. Są one przechowywane na plebanii miejscowej parafii. Wszystkie obrazy namalowano na desce techniką olejną, w manierze barokowej, o czym świadczą dramatyczne pozy, skłębienia szat, masywne proporcje postaci świętych, a także malarskość ujęcia i modelunek światłocieniowy. Tłem dla Apostołów są złote liście akantu. Poszczególni święci nie są możliwi do zidentyfikowania, z wyjątkiem św. Piotra, który trzyma w dłoni jednoznacznie kojarzony z nim atrybut – klucze.
Wnętrze cerkwi zostało w całości pokryte freskami i polichromią (prace ukończono w 2015).

### Ikona Matki Bożej z Mielnika
Od XVIII w. w parafii mielnickiej funkcjonuje kult ikony Matki Bożej, reprezentującej rzadki na Podlasiu typ Oranta. Według miejscowej tradycji obraz został wyłowiony z Bugu w 1777. W ocenie konserwatorów zabytków wizerunek powstał na przełomie XVIII i XIX w., a jego twórcą jest artysta ludowy. Ikona ta wystawiona była dla kultu w mielnickiej cerkwi cmentarnej Opieki Matki Bożej, a w świątyni parafialnej znalazła się po jej gruntownym remoncie na początku XX wieku.